# 三河悠冴
三河 悠冴（みかわ ゆうご、1994年2月2日 - ）は、日本の俳優である。千葉県出身。身長165cm。BLUE LABEL所属。

## 出演

### 映画
- 悪の教典（2012年、東宝、三池崇史監督）
- 1/11 じゅういちぶんのいち（2014年、片岡翔監督）
- うるう年の少女（2014年、天野千尋監督）
- 揺れるスカート（2014年、岡元雄作監督）
- 恋文X（2014年、市川悠輔監督）
- 真夜中君はキバをむく（2014年、吉行由美監督）
- 暗殺教室（2015年、羽住英一郎監督） - 三村航輝 役
- 暗殺教室〜卒業編〜（2016年、羽住英一郎監督）
- 俳優・亀岡拓次（2016年、横浜聡子監督） - 安井組助監督 役
- TOO YOUNG TO DIE! 若くして死ぬ（2016年、宮藤官九郎監督） - 松浦 役
- 秘密 THE TOP SECRET（2016年、大友啓史監督）
- 帝一の國（2017年、永井聡監督） - 本田章太 役
- 高崎グラフィティ。（2018年、川島直人監督） - 河合康太 役
- アンダー・ユア・ベッド（2019年、安里麻里監督） - 水島 役
- スタートアップ・ガールズ（2019年、池田千尋監督）
- ウーマンウーマンウーマン（2019年、近藤啓介監督）
- おいしい家族（2019年、ふくだももこ監督） - 夏野瀧 役
- 浅草九物語（2020年、加藤綾佳監督） - 亮介 役
- 佐々木、イン、マイマイン（2020年、内山拓也監督） - 晋平役
- POP!(2021年、小村昌士監督) - 爆弾魔役
- 機械仕掛けの君(2021年、磯村勇斗監督)
- Hulu U35クリエイターズ・チャレンジ「脱走球児」（2022年、近藤啓介監督）
- やがて海へと届く（2022年、中川龍太郎監督）
- さかなのこ（2022年、沖田修一監督） - 青鬼役
- MONDAYS/このタイムループ、上司に気づかせないと終わらない（2022年、竹林亮監督） - 村田賢 役
- スクロール（2023年、清水康彦監督） - 森役
- Cloud クラウド（2024年、黒沢清監督） - 井上 役[2]
- Welcome Back（2025年、川島直人監督） - 主演・友原勉 役[3]

### ドラマ
- 課長バカ一代（2020年1月12日 - 3月22日、BS12 トゥエルビ） - 坂本小太郎 役
- ダメな男じゃダメですか?（2022年2月3日 -  3月31日、テレビ東京） - 北村流矢 役
- 今夜すきやきだよ（2023年1月7日 - 3月25日、テレビ東京） - 村山しんた 役
- 0.5の男 第2話・第3話・最終話（2023年6月4日・11日・25日、WOWOW） - 中村兄弟 役
- 家政夫のミタゾノ 第6シリーズ 第6話（2023年11月14日、テレビ朝日） - 槙原 役[4]
- 不適切にもほどがある! 最終話（2024年3月29日、TBS） - 店員 役
- 警視庁・捜査一課長スペシャル（2024年4月18日、テレビ朝日） - 片石堅郎 役[5]
- 9ボーダー 第1話（2024年4月19日、TBS） - 瀬田和樹 役[6]
- 演じ屋 Re:act（2024年5月24日 - 7月5日、WOWOW） - 深川翔平 役[7]
- 飯を喰らひて華と告ぐ 第6話「梅のおかゆ」（2024年8月13日、TOKYO MX） - 佐々木 役[8]
- 無能の鷹 第6話（2024年11月15日、テレビ朝日） - 雉谷国男 役[9]
- 晩餐ブルース 第7話（2025年3月6日、テレビ東京） - 坂之上 役
- 連続テレビ小説 あんぱん 第27話-（2025年5月6日 - 、NHK） - 辺見菊磨 役
- FOGDOG 第5話・第6話（2025年8月19日・26日〈予定〉、読売テレビ） - 清水羚羊 役[10]

### 舞台
- ハイバイ ヒッキー・カンクーントルネード（2021年、岩井秀人演出）
- 夜だけがともだち（2020年、ふくだももこ演出）
- みわこまとめ（2024年、山西竜矢演出）[11]

### 配信ドラマ
- ガンニバル 3話 （2022年12月28日から配信、 Disney＋ Star） - 今野 翼 役
- Naokiman HORROR SHOW「視線」（2023年8月19日配信、DMM TV）[12]
- 今際の国のアリス シーズン3（2025年9月25日配信予定、Netflix）[13]